# Sterling Heights
Sterling Heights es una ciudad ubicada en el condado de Macomb en el estado estadounidense de Míchigan. En el Censo de 2010 tenía una población de 129 699 habitantes y una densidad poblacional de 1.360,83 personas por km².

## Geografía
Sterling Heights se encuentra ubicada en las coordenadas 42°34′52″N 83°1′49″O / 42.58111, -83.03028. Según la Oficina del Censo de los Estados Unidos, Sterling Heights tiene una superficie total de 95.31 km², de la cual 94.55 km² corresponden a tierra firme y (0.8%) 0.76 km² es agua.

## Demografía
Según el censo de 2010, había 129 699 personas residiendo en Sterling Heights. La densidad de población era de 1.360,83 hab./km². De los 129 699 habitantes, Sterling Heights estaba compuesto por el 85,14% blancos, el 5,16% eran afroamericanos, el 0,22% eran amerindios, el 6,74% eran asiáticos, el 0,01% eran isleños del Pacífico, el 0,5% eran de otras razas y el 2,22% pertenecían a dos o más razas. Del total de la población el 1,95% eran hispanos o latinos de cualquier raza.